# Eosentomon kimum
Eosentomon kimum är en urinsektsart som beskrevs av Imadaté 1964. Eosentomon kimum ingår i släktet Eosentomon och familjen trakétrevfotingar. Inga underarter finns listade i Catalogue of Life.